# Pont de Mas Riera
El Pont de Mas Riera és un monument del municipi de Maià de Montcal (Garrotxa) protegit com a bé cultural d'interès local.

## Descripció
El pont romànic de Mas Riera està situat a l'antic municipi de Dosquers a Maià de Montcal. Es troba a poca distància del Mas Riera, sobre el torrent Gamanell, en el paratge anomenat la Font. Per accedir-hi cal passar per l'era del mas, baixar per un caminet en mal estat el qual dificulta l'accés a aquest indret.
Aquest es troba enmig d'una frondosa vegetació, en una zona d'esbarjo on hi ha una font. Al marge dret del pont hi ha l'antiga N-260 que va cap a Figueres.
Es tracta d'un pont romànic de dos ulls i de grans dimensions, amb arcades de mig punt de considerable amplada. La mida de les dues arcades és diferent. Cal destacar la fornícula, per a una imatge, integrada en l'obra.
Tots aquests elements fan suposar que és una obra d'època baix-medieval. Aquest pont servia per comunicar els pobles de Dosquers i Maià de Montcal.
L'estat de conservació del pont és bo. El pont presenta una gran fermesa, les pedres estructurals estan molt senceres i no es veuen fissures importants que afectin l'obra. L'enllosat superior està cobert de vegetació que dificulta la visió del paviment.